# سدراية
بلدية سدراية ، هي إحدى  بلديات دائرة القلب الكبير ولاية المدية الجزائرية. تقع في أقصى شرق المدية و لها حدود مع بلدية العزيزية ، القلب الكبير ، بئر بن عابد ،   بلدية بئر غبالو و الدشمية التابعتين لولاية البويرة.
| البريد الإلكتروني | apcsedraia2661@gmail.com |
| رقم الهاتف        | 025716114                |
| رقم الفاكس        | 025716102                |
| الرمز البريدي     | 26068                    |